# Brittany Andrews

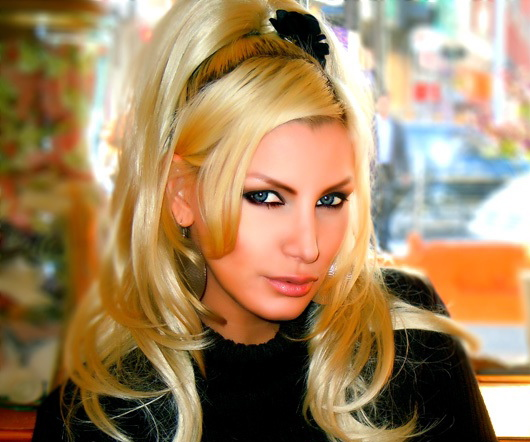
Brittany Andrews

Brittany Andrews (Milwaukee, 13 augustus 1973) is een pseudoniem van de Amerikaanse pornoactrice Michelle Carmel Barry.

## Carrière
Andrews werkte voor een bedrijf in schoonheidsproducten in Milwaukee voordat ze een carrière als exotisch danser begon. Na fotoshoots voor enkele mannenbladen begon ze in 1995, na een ontmoeting met Jenna Jameson tijdens een shoot voor Hustler, haar pornofilmcarrière.
In december 2003 werd Andrews aangesteld als talent liaison in de raad van bestuur van Women in Adult (WIA).
Naast haar werk in pornografische films presenteerde ze enkele kabel-tv-programma's, waaronder op Playboy TV en Talking Blue, waarvan ze medeproducer was. Andrews was de ster in, regisseerde en produceerde meerder pornografische films, waaronder Brittany's Bitch Boys en Lesbians in Lust.
Andrews heeft zich hard gemaakt voor het gebruik van condooms in hardcore-seksscènes.
In 2007 was Andrews te zien in een aflevering van The Tyra Banks Show, waarin ze webcammeisjes besprak.
In februari 2008 besloot Andrews te stoppen met porno en verklaarde ze op een feestje op President's Day dat ze naar New York verhuisde om aan de New York Film Academy te gaan studeren. In 2010 zette zij haar werk in de porno-industrie echter weer voort met een rol in de film Sex and the City: A XXX Parody.
Andrews heeft haar eigen mainstreamfilmproductiebedrijf genaamd Discipline Filmworks. In 2010 produceerde ze de film Crumble, waarin ze zelf te zien was. De film ging in première op het New York International Independent Film and Video Festival van 2010, waar deze een aantal prijzen won, waaronder de "Audience Award for Short Film", "Best Actor in a Short Film" (voor Steven Bauer) en "Best Actress in a Short Film" (voor Oksana Lada). Verder was ze ook uitvoerend producent van de film Trick of the Witch.

## Onderscheidingen
- 2008: AVN Hall of Fame
- 2022: AVN Awards - Favorite Domme (Fan Award) [3]
- 2023: AVN Awards - Favorite Domme (Fan Award)

## Films (selectie)
- Flashpoint (1999)
- Barefoot Confidential 1
- Topless Room Service (2002)
- Strapon Chicks: Dom N Dommer (2002)
- I Dream of Jenna (2003)
- Strap-On Sissy School (2006)
- Strap Attack 4 (2006)
- Cheating Housewives 4 (2007)
- MILF Cruiser 14 (2008)
- Sex and the City - The XXX Parody (2010)